# Cophixalus mcdonaldi
Cophixalus mcdonaldi, conocida en inglés como Mcdonald's Frog, es una especie de anfibio anuro del género Cophixalus, de la familia Microhylidae.

## Distribución geográfica
Es originaria de Australia.